# Псалом 129

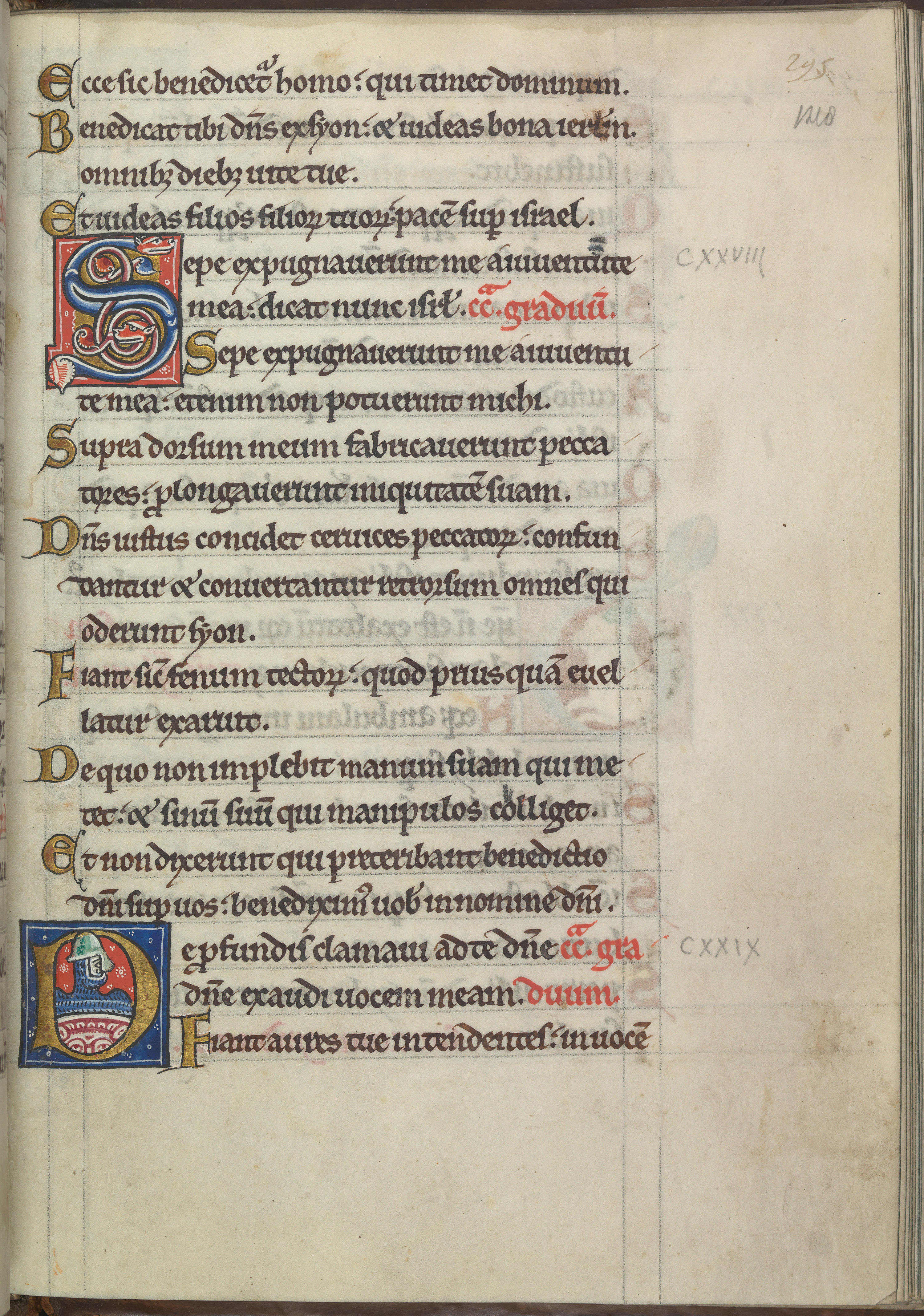
128-й псалом и начало 129-го псалма в Псалтири Алиеоноры Аквитанской

Сто двадцать девятый псалом — 129-й псалом из книги Псалтирь. В масоретском тексте, а также в западных переводах Псалтири имеет номер 130. Входит в тематическую группу псалмов, имеющих надписание «Песнь восхождения». Наиболее известен по латинскому инципиту «De profundis». По содержанию представляет собой покаянную молитву. В западноевропейской музыке этот псалом неоднократно использовался в качестве текстовой основы монодической и многоголосной композиции.

## Содержание
Текст псалма представляет собой молитву угнетённых, возлагающих на Бога свою надежду на спасение. Согласно большинству христианских толкователей, псалом написан либо во время вавилонского пленения евреев, либо после него, во времена Ездры и Неемии; псалмопевец взывает к Богу с просьбой о том, чтобы Он простил грехи народа Израиля и не подвергал Израиль ещё большему наказанию за них.

## Богослужебное использование
В иудаизме указанный псалом используется как молитва об избавлении от бед и выздоровлении. Он читается в утренней молитве в дни между Рош Ха-Шана и Йом-Киппуром («десять дней раскаяния»). Псалом включён в погребальную службу и в молитву, читаемую во время поста по случаю бездождия.
В Православии читается перед пением стихир на «Господи, воззвах».
В западном христианстве псалом используется как погребальная молитва.

## В музыке
Помимо обычного (формульного одноголосного) распева псалма на псалмовый тон отдельные его стихи легли в основу нескольких мелодически развитых григорианских песнопений, в том числе одноимённых оффертория, большого тракта и верса аллилуйи, ночного респонсория «Apud Dominum misericordia», интроита «Si iniquitates observaveris» и многих антифонов. Некоторые из этих песнопений были приурочены к заупокойным службам оффиция.
С эпохи Возрождения на стихи псалма 129 писали многие композиторы, авторы многоголосной вокальной музыки. На латинский текст «De profundis» написали мотеты Жоскен Депре, А. Вилларт, О. Лассо (в сб. «Покаянные псалмы»), А. Габриели (сб. «Давидовы псалмы»), М.-Р. Делаланд, М.-А. Шарпантье, в Новое время — Я. Д. Зеленка (ZWV 50), Н. Брунс (кантата), Ж.-Ж. Мондонвиль, В. А. Моцарт (KV 93), И. Пиццетти, А. Пярт; на текст немецкого перевода («Aus der Tiefe[n] rufe ich») — Г. Шютц (SWV 025, из сб. «Псалмы Давидовы») и И. С. Бах (кантата № 131 и на лютеровское переложение «Aus tiefer Not schrei ich» — кантата № 38); на текст английского перевода («Out of the deep have I called») — антемы У. Бёрда, Т. Морли и Г. Пёрселла, на текст французского перевода — Л. Буланже, на древнееврейский текст — А. Шёнберг.

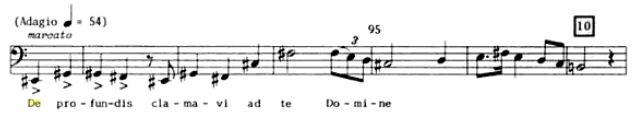
Онеггер. Симфония № 3 «Литургическая». Часть II «De profundis», тема «De profundis» (с воображаемой подтекстовкой)

Отражая многовековую рецепцию Псалма 129, композиторы XX в. использовали его не только непосредственно (как один из священных текстов Псалтири), но и метафорически — как символ глубокого страдания, трагического переживания. А. Онеггер придумал собственную мелодическую фразу под первый латинский стих псалма (см. нотный пример), которую поручил инструментам (текст не озвучивается) и положил в основу симфонического развития (Симфония № 3 «Литургическая», Часть II и кода Части III). С. А. Губайдулина использовала — метафорически — инципит псалма в заголовке своей пьесы «De profundis» для баяна соло.

## В литературе
Слова «De profundis» используются и в качестве заголовка литературных произведений; в частности, Оскар Уайльд назвал так свою тюремную исповедь, поскольку «De profundis» как покаянная молитва был распространён в местах заключения.